# 由良ノ海楫五郎
由良ノ海 楫五郎（ゆらのうみ かじごろう、1793年〈寛政5年〉 - 1852年11月22日〈嘉永5年10月11日〉）は、粂川部屋及び雷部屋に所属した元力士。
本名は益子とのみ伝わっている。身長，体重は不明。出身地は下野国那須郡（現在の栃木県那須郡那珂川町）。
最高位は東前頭4枚目。
幼少の頃から実力があるとみなされ、1816年3月に四海浪 吉五郎（しかいなみ きちごろう）の名前で初土俵を踏んだ際には、いきなり西前頭6枚目に附出された（幕内付出。江戸時代に横行した。幕下付出#幕下・三段目以外の付出の項を参照）。一部資料には1816年（文化13年）3月場所で「戸田川吉五郎」から「四海浪吉五郎」改名したとの記述もあるが、当場所の番付の「四海浪 吉五郎」には「戸田川改」とは記されていない。
しかし厳しいプロである大相撲の世界は甘くなく、1818年2月場所千秋楽の荒戸川戦で白星を挙げるまで丸2年勝てない日が続いた。この間、同場所で記録した八十嶋冨五郎の26連敗を塗り替える27連敗の最多連敗記録を樹立した。当然の如く番付は急降下し、次の1818年10月場所では凱歌 吉五郎（がいか きちごろう）と改名したが全休、翌1819年3月場所も5戦全敗を記録し、四股名を四海浪 吉五郎に戻した1820年3月場所では二段目10枚目以下（現在で言うと幕下陥落）になってしまった。
その後数年間は二段目に低迷し、二段目10枚目以内（現在で言うと十枚目）とそれ以下を往復し、その間の1822年10月場所で由良ノ海 楫五郎 （ゆらのうみ かじごろう）に改名した。1824年10月場所で東二段目6枚目となってからは、二段目10枚目以内に定着し、この頃には相撲のコツも掴んでいたせいか、徐々に白星も積み重ねるようになっていた。相変わらず黒星が先行する状態だったが、何故か番付は場所を追う毎に上昇していった（例.1826年10月場所では、西二段目3枚目で7戦全敗なのに、翌1827年3月場所では西二段目3枚目に留め置かれている）。そして、1828年3月場所で東前頭7枚目となり再入幕を果たした。再入幕後は幕内でも5割前後の勝率を残した。1832年11月場所には幕内番付外に据え置かれる悲運があるも、1833年11月場所では5勝1敗2分の優勝同点という好成績を挙げた（5勝1分1預1休の成績を挙げた黒岩森之助が優勝相当成績と見なされている）。再び二段目に陥落した1837年10月場所より、1819年以来途絶えていた3代湊川を名乗り、二枚鑑札となった。下の名前も含めれば、1837年10月場所は湊川 四郎右衛門（みなとがわ しろうえもん）、1838年2月場所と同年10月場所は湊川 由三郎 （みなとがわ よしさぶろう）を名乗った。1838年10月場所限りで現役引退し、年寄専務となった。弟子からは湊川四良兵衞（最高位：東前頭5枚目。のち5代湊川）を育て、「湊川部屋中興の祖」と謳われた。年寄在任中の1852年10月11日に死去。59歳だった。
故郷・馬頭町の大山田下郷の愛宕神社に「永代御祭礼角力、湊川由三良土俵」の額がある。

## 主な成績
江戸相撲のみ示す。
- 番付在位場所数：39場所
- 通算成績：62勝118敗63休16分3預4無（二段目10枚目以上）
- 幕内在位：19場所
- 幕内成績：38勝59敗63休13分2預2無

### 場所別成績
| 1816年 | 西前頭6枚目 0–3–5        | 西前頭7枚目 0–8–1 1預  |
| 1817年 | 西前頭7枚目 0–3–7        | 東幕下4枚目 0–8        |
| 1818年 | 東幕下7枚目 1–5          | 東幕下7枚目 0–0        |
| 1819年 | 西幕下9枚目 0–5          | x                      |
| 1820年 | 西幕下11枚目 –           | 西幕下11枚目 –         |
| 1821年 | 西幕下10枚目 1–3         | x                      |
| 1822年 | x                        | 西幕下15枚目 –         |
| 1823年 | 東幕下10枚目 3–4         | 東幕下11枚目 –         |
| 1824年 | x                        | 東幕下6枚目 3–5        |
| 1825年 | 東幕下5枚目 5–3 1預      | 東幕下3枚目 2–7        |
| 1826年 | 西幕下3枚目 1–1 1分      | 西幕下3枚目 0–7        |
| 1827年 | 西幕下3枚目 1–3 1無      | 東幕下筆頭 2–3 1無     |
| 1828年 | 東前頭7枚目 2–2–6        | 西前頭7枚目 4–4–1 1分  |
| 1829年 | 西前頭5枚目 2–1–2 1預1無 | 東前頭5枚目 3–5–2      |
| 1830年 | 東前頭5枚目 2–2–6        | 西前頭5枚目 1–3–4 2分  |
| 1831年 | 西前頭6枚目 2–5–2 1分    | 西前頭6枚目 3–2–3      |
| 1832年 | x                        | 東前頭7枚目 3–3–4      |
| 1833年 | 東前頭7枚目 2–4–3 1分    | 西前頭6枚目 5–1 2分    |
| 1834年 | 西前頭7枚目 1–3–4 2分    | 東前頭4枚目 3–2–4 1分  |
| 1835年 | 東前頭7枚目 0–1–6 3分    | 東前頭6枚目 3–4–3      |
| 1836年 | 東前頭5枚目 2–3 1無      | x                      |
| 1837年 | x                        | 東幕下筆頭 5–2         |
| 1838年 | 西幕下筆頭 0–2 2分       | 西幕下2枚目 引退 0–1–0 |
| 各欄の数字は、「勝ち-負け-休場」を示す。 優勝 引退 休場 十両 幕下 三賞：敢=敢闘賞、殊=殊勲賞、技=技能賞 その他：★=金星 番付階級：幕内 - 十両 - 幕下 - 三段目 - 序二段 - 序ノ口 幕内序列：横綱 - 大関 - 関脇 - 小結 - 前頭（「#数字」は各位内の序列） |                          |                        |

- 当時は十両の地位が存在せず、幕内のすぐ下が幕下であった。番付表の上から二段目であるため、現代ではこの当時の幕下は、十両創設後現代までの十両・幕下と区別して二段目とも呼ぶ。
- 二段目11枚目以下の地位は小島貞二コレクションの番付実物画像による。

## 改名歴
- 四海浪 吉五郎 （しかいなみ きちごろう）- 1816年3月場所 - 1818年2月場所
- 凱歌 吉五郎 （がいか きちごろう）（番付表記は「凱哥 吉五郎」） - 1818年10月場所 - 1819年3月場所
- 四海浪 吉五郎 （しかいなみ きちごろう）- 1820年3月場所 - 1821年2月場所
- 由良ノ海 楫五郎 （ゆらのうみ かじごろう）- 1822年10月場所 - 1836年2月場所
- 湊川 四郎右衛門 （みなとがわ しろうえもん）- 1837年10月場所
- 湊川 由三郎 （みなとがわ よしさぶろう）- 1838年2月場所 - 1838年10月場所